# Azacitidina
L'azacitidina (venduta sotto il nome commerciale Vidaza) è una sostanza analoga alla citidina (un nucleoside del DNA e dell'RNA). È una sostanza ad alta attività demetilante del DNA ed è utilizzata nel trattamento della sindrome mielodisplasica (insieme alla decitabina).
L'azacitidina e la decitabina sono state inizialmente prodotte in Cecoslovacchia come agenti chemioterapici.